# اصطناع جزئي
الاصطناع الجزئي (بالإنجليزية: Semisynthesis)‏ هو نوع من أنواع الاصطناع الكيميائي الذي يستخدم مركب كيميائي معزول من منتج طبيعي (مثل المصادر الحيوية من الخلايا الجرثومية أو النباتية) كركيزة انطلاق وكمادة بادئة لتحضير مركبات جديدة لها خواص كيميائية وحيوية مميزة، وبالتالي تطبيقات صناعية أو صيدلانية متعلقة.
عادة ما تكون المادة البادئة ذات وزن جزيئي مرتفع، أو ذات بنية كيميائية معقدة، بحيث يكون من الأسهل استخلاصها وعزلها بدل الاصطناع الكامل من المركبات الكيميائية الأبسط، مما يرفع من كفاءة عملية التحضير ويخفض من تكلفتها، مما ينعكس بالتالي على انخفاض سعر العقاقير والأدوية.

## أمثلة

الاصطناع الجزئي لمركب باكليتاكسيل بثلاث خطوات من المادة البادئة 10-deacetylbaccatine III المعزولة من منتجات طبيعية.

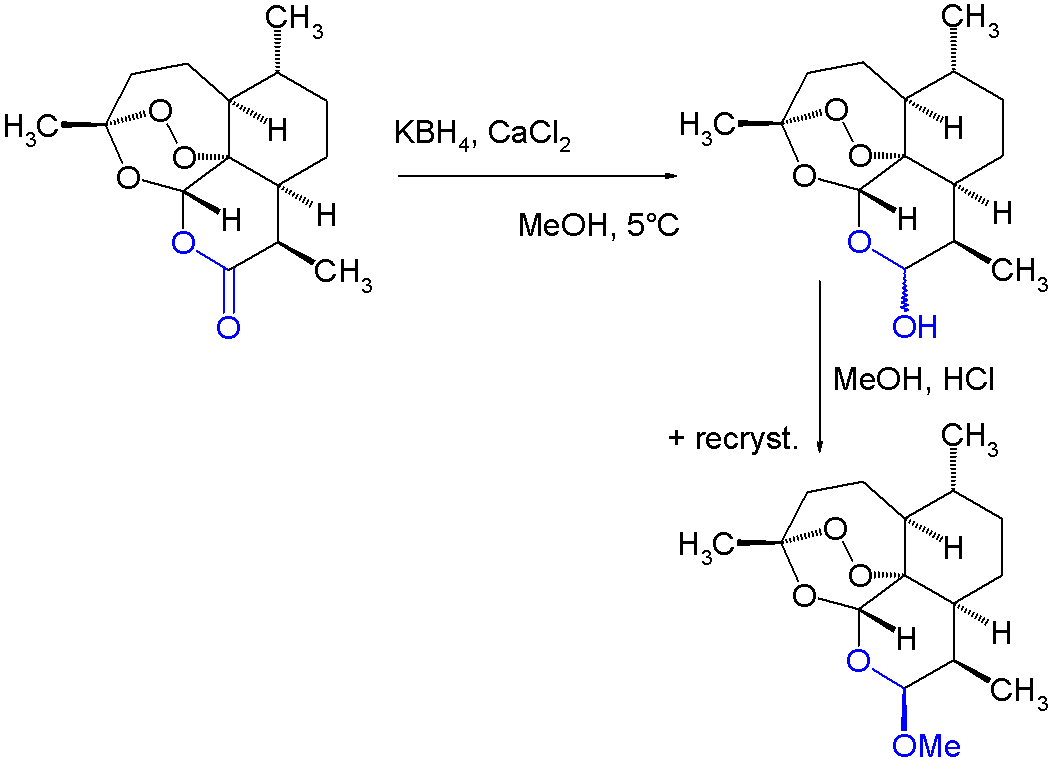
اصطناع جزئي انطلاقاً من أرتيميسينين للحصول على أداء أفضل.

## اقرأ أيضاً
- اصطناع عضوي
- اصطناع كامل